# Ernst Stahl-Nachbaur
Ernst Stahl-Nachbaur, född 6 mars 1886 i München, död 13 maj 1960 i Västberlin, var en tysk skådespelare. Stahl-Nachbaur var flitigt anlitad som skådespelare i tysk film under stumfilmseran på 1910-talet och 1920-talet. Han gjorde sin sista filmroll 1959 och hade då medverkat i runt 100 filmer.

## Filmografi (i urval)
- 1927 – Hennes sista natt
- 1928 – Inga spår efter gärningsmannen
- 1929 – Skuggan av ett brott
- 1931 – M
- 1941 – Kärleksduellen
- 1942 – Den stora skuggan
- 1943 – Det gudomliga lättsinnet
- 1944 – Vildfågel
- 1946 – Mördarna finns mitt ibland oss
- 1953 – Ave Maria
- 1954 – Kärlekens lag och livets
- 1957 – Stresemann